# 出雲族
出雲族（いずもぞく）は、かつて古代の出雲地域に存在したと想定された集団。
出雲神話の担い手として想定されたものの、その実在性は積極的に指摘できない。

## 概要
記紀や風土記などに記述された日本神話に、出雲地域を舞台にしたものや出雲地域に関係する神々に関するものが大部分を占めることから、これらの説話をかつて出雲地域に存在した「出雲族」なる種族の固有の神話（=出雲神話）とする説が唱えられた。
宝賀寿男は出雲族（出雲神族）と呼ばれる集団としてオオクニヌシの子孫にあたる人々を想定しており、アメノホヒの子孫である出雲氏は別の系譜にあるとしている。
「出雲族」についての学説に対し、多方面からの批判がある。自然人類学、考古学からは出雲地方の際立った文化的異質性は指摘されず、文献資料からも出雲地域に特に強大な勢力は確認できず、神話をみても出雲神話の固有性は必ずしも見出せない。
出雲族という語に関しても、歴史的には実体がなく、神話学説上に生み出された概念に過ぎないとする説がある。
宝賀寿男は「出雲族」という呼称が、その行動範囲や居住地（九州→出雲→播磨→大和）から適切な呼び方ではないとしている。

## 関連作品
- 水木しげるの古代出雲
- 三日月情話
- 古事記異聞シリーズ
- 陰陽師II